# Mansfelder Bergwerksbahn
| Station Bocksthal aus Richtung Ernst-Schacht |                     |                                               |                                               |
| Streckenkarte der Bergwerksbahn zur Zeit des größten Ausbaus |                     |                                               |                                               |
| Streckenlänge: | 11,8 km             |                                               |                                               |
| Spurweite: | 750 mm (Schmalspur) |                                               |                                               |
| |                     |                                               |                                               |
| \| \| 0,0 \| Benndorf Übergang zum Bahnhof Klostermansfeld \| Benndorf Übergang zum Bahnhof Klostermansfeld \| \| \| 0,1 \| L 225 \| L 225 \| \| \| 0,8 \| Lichtloch 81 \| Lichtloch 81 \| \| \| \| nach Leimbach und Hettstedt \| \| \| \| 1,0 \| Brücke 22, Klostermansfeld–Wippra/–Güsten \| Brücke 22, Klostermansfeld–Wippra/–Güsten \| \| \| 1,1 \| Brücken 23/24 \| Brücken 23/24 \| \| \| \| von Ernst-Schächte u. a. \| \| \| \| \| Ende des Abstellgleises \| \| \| \| \| Streckenteilung \| \| \| \| 1,2 \| Bocksthal \| Bocksthal \| \| \| 2,9 \| Zirkelschacht \| Zirkelschacht \| \| \| 3,0 \| B 180 ehem. B 242 \| B 180 ehem. B 242 \| \| \| \| ehem. zum Ernst-Thälmann-Schacht \| \| \| \| 5,1 \| Thondorf \| Thondorf \| \| \| 5,3 \| Brücke 25 \| Brücke 25 \| \| \| 6,3 \| ehem. B 180 \| ehem. B 180 \| \| \| 6,4 \| Siersleben \| Siersleben \| \| \| \| zum O.-Brosowski-Schacht \| \| \| \| 7,2 \| Niewandt-Schacht \| Niewandt-Schacht \| \| \| 7,7 \| Brücke 26 \| Brücke 26 \| \| \| 8,2 \| Brücke 27, Klostermansfeld–Güsten \| Brücke 27, Klostermansfeld–Güsten \| \| \| 8,5 \| Paradies \| Paradies \| \| \| \| ehem. B 180 \| \| \| \| \| vom Eduard-Schacht \| \| \| \| 9,5 \| Brücke 28 \| Brücke 28 \| \| \| 9,8 \| Eduard-Schacht \| Eduard-Schacht \| \| \| \| \| \| \| \| 10,7 \| Hettstedt Kupferkammerhütte Pbf \| Hettstedt Kupferkammerhütte Pbf \| \| \| \| \| \| \| \| \| ehem. von der Feinhütte \| \| \| \| 11,8 \| Hettstedt Kupferkammerhütte Gbf \| Hettstedt Kupferkammerhütte Gbf \| |                     |                                               |                                               |
| Kopfbahnhof Streckenanfang | 0,0                 | Benndorf Übergang zum Bahnhof Klostermansfeld | Benndorf Übergang zum Bahnhof Klostermansfeld |
| Bahnübergang | 0,1                 | L 225                                         | L 225                                         |
| ehemaliger Haltepunkt / Haltestelle | 0,8                 | Lichtloch 81                                  | Lichtloch 81                                  |
| Abzweig geradeaus, ehemals nach links und ehemals von links |                     | nach Leimbach und Hettstedt                   | nach Leimbach und Hettstedt                   |
| Kreuzung geradeaus oben | 1,0                 | Brücke 22, Klostermansfeld–Wippra/–Güsten     | Brücke 22, Klostermansfeld–Wippra/–Güsten     |
| Brücke | 1,1                 | Brücken 23/24                                 | Brücken 23/24                                 |
| Strecke von rechts (außer Betrieb) · Strecke |                     | von Ernst-Schächte u. a.                      | von Ernst-Schächte u. a.                      |
| Strecke |                     | Ende des Abstellgleises                       | Ende des Abstellgleises                       |
| Strecke nach links · Abzweig geradeaus und von rechts |                     | Streckenteilung                               | Streckenteilung                               |
| Bahnhof | 1,2                 | Bocksthal                                     | Bocksthal                                     |
| Bahnhof | 2,9                 | Zirkelschacht                                 | Zirkelschacht                                 |
| Bahnübergang | 3,0                 | B 180 ehem. B 242                             | B 180 ehem. B 242                             |
| Abzweig geradeaus, ehemals nach rechts und ehemals von rechts |                     | ehem. zum Ernst-Thälmann-Schacht              | ehem. zum Ernst-Thälmann-Schacht              |
| Haltepunkt / Haltestelle | 5,1                 | Thondorf                                      | Thondorf                                      |
| Brücke | 5,3                 | Brücke 25                                     | Brücke 25                                     |
| Bahnübergang | 6,3                 | ehem. B 180                                   | ehem. B 180                                   |
| Strecke von links · Abzweig geradeaus, nach rechts und von rechts | 6,4                 | Siersleben                                    | Siersleben                                    |
| Strecke nach rechts (außer Betrieb) · Strecke |                     | zum O.-Brosowski-Schacht                      | zum O.-Brosowski-Schacht                      |
| ehemaliger Haltepunkt / Haltestelle | 7,2                 | Niewandt-Schacht                              | Niewandt-Schacht                              |
| Brücke | 7,7                 | Brücke 26                                     | Brücke 26                                     |
| Kreuzung geradeaus oben | 8,2                 | Brücke 27, Klostermansfeld–Güsten             | Brücke 27, Klostermansfeld–Güsten             |
| Haltepunkt / Haltestelle | 8,5                 | Paradies                                      | Paradies                                      |
| Bahnübergang |                     | ehem. B 180                                   | ehem. B 180                                   |
| Abzweig geradeaus und ehemals von links |                     | vom Eduard-Schacht                            | vom Eduard-Schacht                            |
| Brücke | 9,5                 | Brücke 28                                     | Brücke 28                                     |
| Haltepunkt / Haltestelle | 9,8                 | Eduard-Schacht                                | Eduard-Schacht                                |
| Strecke von links (außer Betrieb) · Abzweig geradeaus und von rechts |                     |                                               |                                               |
| Strecke (außer Betrieb) · Kopfbahnhof Strecke ab hier außer Betrieb | 10,7                | Hettstedt Kupferkammerhütte Pbf               | Hettstedt Kupferkammerhütte Pbf               |
| Strecke (außer Betrieb) · Strecke nach links (außer Betrieb) |                     |                                               |                                               |
| Abzweig geradeaus und von links (Strecke außer Betrieb) |                     | ehem. von der Feinhütte                       | ehem. von der Feinhütte                       |
| Betriebs-/Güterbahnhof Streckenende (Strecke außer Betrieb) | 11,8                | Hettstedt Kupferkammerhütte Gbf               | Hettstedt Kupferkammerhütte Gbf               |

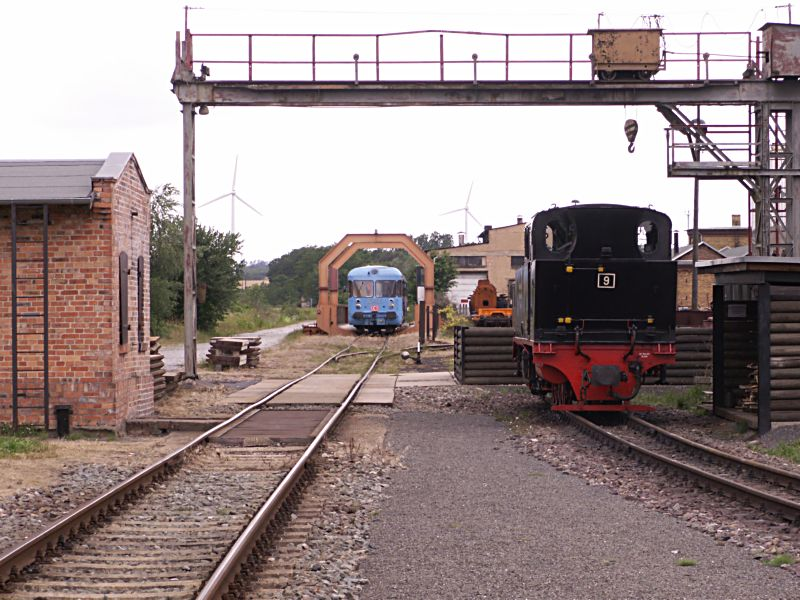
Bekohlungsanlage der MBB, im Hintergrund die mehrspurige Schiebebühne der MaLoWa mit der Wipperliese

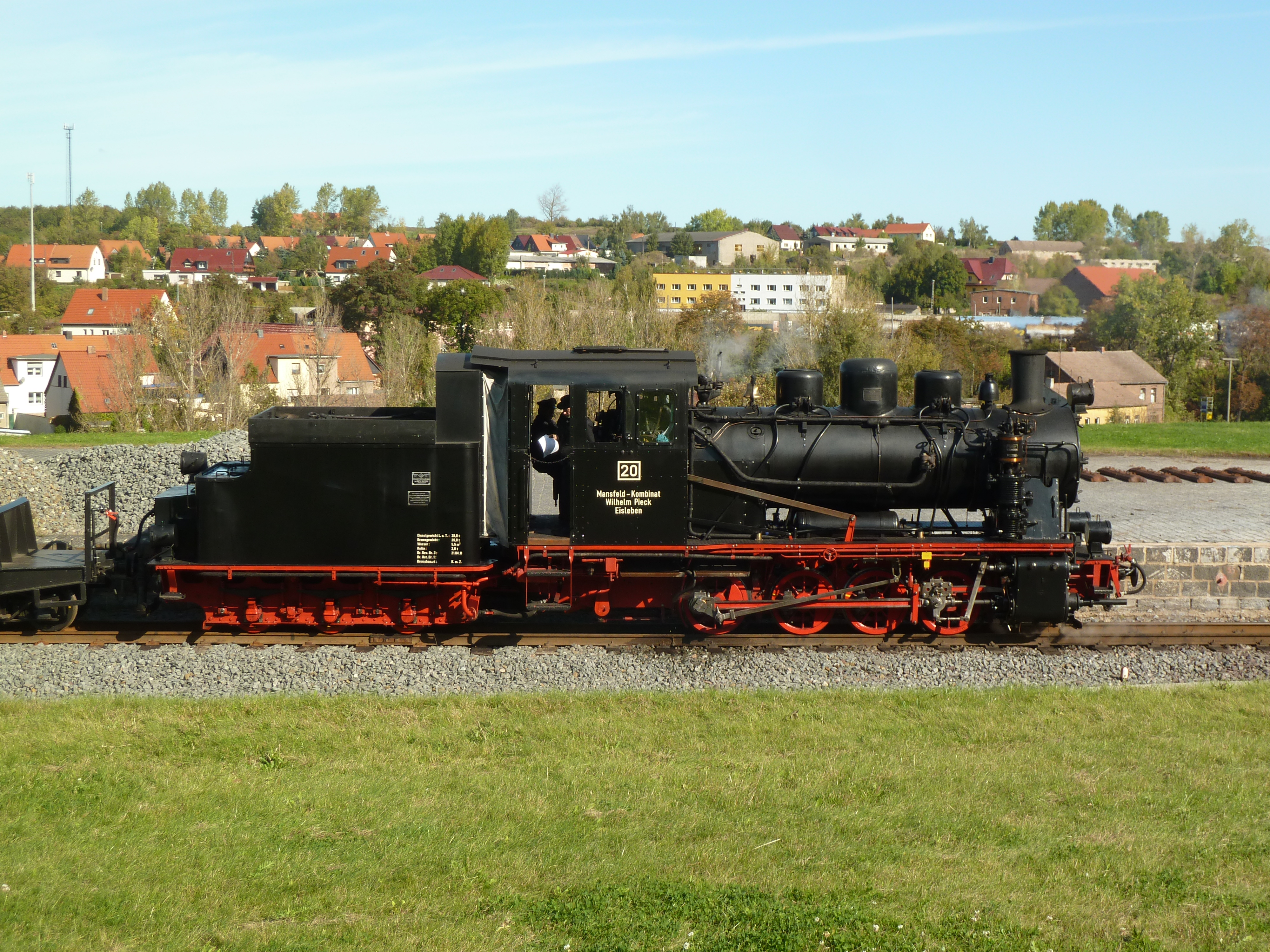
Dampflok 20^{II} ex ГР-320 (LKM 15417/1951) in Hettstedt

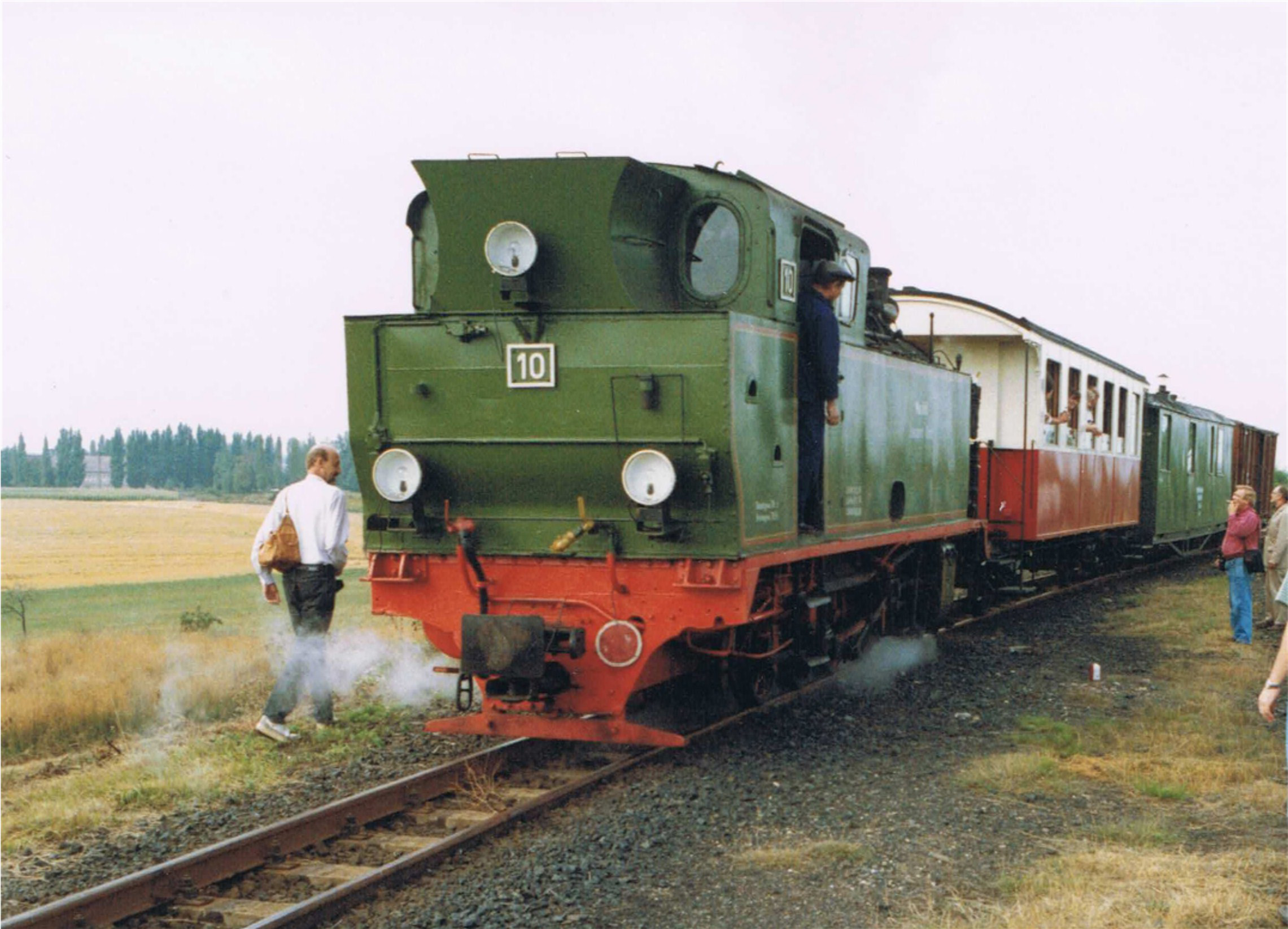
Dampflok 10^{II} mit Museumszug im Sommer 1991

Die Mansfelder Bergwerksbahn (MBB) ist mit einer Spurweite von 750 Millimetern die älteste betriebsfähige Schmalspurbahn Deutschlands. Sie wird auf einem Teil des ehemals umfangreichen Netzes von Bergwerksbahnen im Mansfelder Land in der Funktion als dampfbetriebene Museumseisenbahn vom Verein Mansfelder Bergwerksbahn e. V. betrieben.

## Geschichte

### Anfänge im 19. Jahrhundert
Nachdem jahrhundertelang Erz (Kupferschiefer) von den Gruben und kleinen Schächten zu den Brennplätzen und Hütten mit Fuhrwerken befördert worden war, stieß man Ende des 19. Jahrhunderts durch die Eröffnung von größeren Schächten und der Eröffnung der Krughütte in Eisleben an die Grenzen. Daher wurde 1878 beschlossen, eine „Lokomotivförderbahn“ zu bauen. Aufgrund des hügeligen Geländes entschied man sich (vor allem wegen des geringeren technischen und finanziellen Aufwandes) zum Bau einer Schmalspurbahn mit 750 mm Spurbreite. Am 15. November 1880 eröffnete die Mansfelder Bergwerksbahn ihren Betrieb, um Erze, Kohle, Koks und andere Materialien zu transportieren. Zunächst wurde eine 4,5 km lange Strecke zwischen dem Glückhilfsschacht bei Welfesholz und der Kupferkammerhütte in Hettstedt eröffnet.
Es zeigte sich schnell, dass der Bahntransport erhebliche finanzielle Vorteile brachte. Daher wurde das Streckennetz in den Jahren 1882 bis 1886 systematisch ausgebaut. Rückgrat des Netzes war die 24 km lange Strecke von Eisleben nach Hettstedt. Sie begann auf der Krughütte in Eisleben und ging dann über Ernst-Schacht und Hövel-Schacht zum Bahnhof Mansfeld (später umbenannt in Klostermansfeld). Von dort ging es weiter über Leimbach, Gottesbelohnungshütten, Kupferkammerhütte zum Kohlenbahnhof Hettstedt. An diesen Hauptstrang wurden nur die unmittelbar in der Nähe befindlichen Schächte angeschlossen.

### Ausbau
In den Jahren 1898 bis 1906 wurden die neu aufgeschlossenen Schächte wie Zirkel-Schacht, die Niewandt-Schächte und der Paul-Schacht angeschlossen. Im 25. Jahr des Bestehens war das Gleisnetz auf 48 km angewachsen, dazu kamen noch 26 km Anschluss- und Nebenbahnen.
Parallel zum Bau der Bergwerksbahn wurden auf den Staatsbahnhöfen Mansfeld und Hettstedt Umladeanlagen angelegt. Die Schmalspurgleise lagen 6,5 m tiefer als die der Normalspurbahn, so dass die Umladung der Schüttgüter durch Kippen der Regelspurwagen erfolgen konnte. Andere Güter wie Maschinenteile oder Grubenholz wurde auf nebeneinanderliegenden Gleisen umgeladen, ebenso die von den Hütten kommenden Schlackensteine. Durch den Anschluss der Krughütte in Eisleben (1901) und der Kupfer-Silber-Hütte in Hettstedt (1914) an das Normalspurnetz verloren die Umladebahnhöfe weitgehend ihre Bedeutung.
Neben dem Materialtransport wurde die Bahn auch zum Personentransport eingesetzt. 1906 besaß die Bergwerksbahn über 26 Lokomotiven, 705 Güterwagen (2–6 t Lademasse) und 30 Personenwagen mit rund 1100 Sitzplätzen; die Belegschaft bestand aus 401 Mitarbeitern. In diesem Jahr wurden über 980 000 t Ladung und etwa 780 000 Personen befördert.

### Weiterer Ausbau
Die nächste Erweiterung des Streckennetzes auf 95 km erfolgte in den Jahren 1913 bis 1924, als die Großschächte Vitzthum-Schacht und Wolf-Schacht angeschlossen wurden. Das Streckennetz aus dieser Zeit zeigt die Abbildung. Eine wesentliche Neuerung war im Jahr 1932 die Einführung des Rollbetriebs. Hierbei wurden die Güter nicht mehr umgeladen, sondern die Normalspurwagen wurden komplett auf einen speziellen Schmalspurwagen aufgefahren („Huckepack“) und transportiert. Eine geplante weitere Modernisierung konnte wegen des Zweiten Weltkrieges nicht umgesetzt werden.
Erst Anfang der 1950er Jahre konnte das Rollmaterial erneuert werden, so wurden 8 Dampf- (1951–1954) und 8 Diesellokomotiven (1959–1962) sowie neue Personen- und größere Rollwagen angeschafft. Dennoch war der Betrieb unwirtschaftlich, da aufgrund der hohen Leermassen der Normalspurwagen die Nettotransportleistung unbefriedigend war.
Die Transportleistung wurde gesteigert, an Werktagen wurden 6000 t Erz, 1500 t Hütten-Zwischenprodukte sowie 80 bis 120 Normalspur-Güterwagen transportiert. In Spitzenzeiten verkehrten bis zu 52 Personenzüge am Tag und bewältigten einen Großteil des Berufsverkehrs, der jedoch ab 1960 auf Busbetrieb umgestellt wurde.

### Rückbau und Stilllegung
Die Erschöpfung der Lagerstätte in der Mansfelder Mulde und die Verlagerung in die Sangerhäuser Mulde führte zu erheblichen Veränderungen. So wurde am 1. November 1961 die Rohhütte in Helbra an das Normalspurnetz angeschlossen, so dass der Rollbetrieb praktisch eingestellt wurde. Bis 1969 schlossen schrittweise alle Schächte im Mansfeldischen; die Streckenlänge schrumpfte auf 20 Kilometer. Mit der Einstellung des Kupferschieferbergbaus sowie der Verhüttung und der Liquidierung des VEB Mansfeld Kombinat Wilhelm Pieck Eisleben endet die Geschichte der Mansfelder Bergwerksbahn im Regelbetrieb.

### Bahnwerkstatt Klostermansfeld
Bereits im Jahre 1882 wurde am Bahnhof Mansfeld eine Bahnwerkstatt errichtet. Sie diente zur Unterhaltung von Wagen und Lokomotiven. Lange Zeit mussten alle Arbeiten mit hohem körperlichen Aufwand durchgeführt werden, erst in den 1950er Jahren folgte eine Modernisierung, insbesondere nach Einführung der Diesellokomotiven. Die Arbeit in der Werkstatt erforderte hohes handwerkliches Geschick, so dass sich ein Stamm von qualifizierten Handwerkern heranbilden konnte. Diese Tatsache ermöglichte das Überleben der Werkstatt nach dem Ende des Bergbaus und der Verhüttung. Durch eine Übernahme durch die eigenen Führungskräfte wurde im Jahr 1991 aus der Bahnwerkstatt des VEB Mansfeld Kombinat Wilhelm Pieck Eisleben die Mansfelder Lok- und Waggonbau Bahnwerkstatt Mansfeld GmbH (Klostermansfeld), jetzt MaLoWa Bahnwerkstatt GmbH in Benndorf. MaLoWa hat sich auf Reparaturen von Dampf- und Diesellokomotiven sowie Personen- und Güterwagen aller Spurbreiten spezialisiert, die von z. B. Museumseisenbahn-Vereinen weiter betrieben werden.

## Museumsbetrieb
1991 schlossen sich Bahnliebhaber zum Verein Mansfelder Bergwerksbahn e. V. (MBB e. V.) zusammen. Dank des Vereins wurden Fahrzeuge und ein Stück des Streckennetzes erhalten. Direkt neben dem DB-Bahnhof Klostermansfeld betreibt der Verein einen eigenen Bahnhof, der zur Unterscheidung Benndorf heißt. 1994 kaufte der Verein 11,8 Kilometer der Strecke und kümmert sich seitdem um den Erhalt der Strecke mit ihren 7 Brücken und 17 Bahnübergängen. Der Verein hat seinen Sitz im Bahnhofsgebäude von Klostermansfeld. Der Landkreis Mansfeld-Südharz unterstützt die Aktivitäten und bekennt sich damit zu den Bergbautraditionen des Landstrichs. Mit Fördermitteln der EU ist das einstige Bahnhofsrestaurant umgestaltet worden und steht für Veranstaltungen zur Verfügung.

## Fahrzeuge
Dampflokomotiven
- Lok 10II, Orenstein & Koppel 1936
- Lok 11II, Orenstein & Koppel 1939
- Lok 20II, LKM Babelsberg 1951

Diesellokomotiven V 10 C
- Lok 31, LKM Babelsberg 1961
- Lok 33, LKM Babelsberg 1962
- Lok 35, LKM Babelsberg 1962
- Lok 36, LKM Babelsberg 1961

Ehemalige Lokomotiven
- Lok 7II, Orenstein & Koppel 1931 – verkauft 2002 an die Eisenbahn Betriebsgesellschaft Prora, aktuell im Einsatz für die Rügensche BäderBahn als 99 4011-5
- Lok 8III, Orenstein & Koppel 1931 – ehem. Lok 6II, dauerhaft ausgestellt im Außengelände vom Mansfeld-Museum in Hettstedt
- Lok 9II, Orenstein & Koppel 1931 – verkauft 2014 und in Betrieb bei der Kindereisenbahn Swerdlowsk in Jekaterinburg[1]